# Lagman Skakke
Lagman Skakke är ett ofullbordat och opublicerat Drama av Anne Charlotte Leffler skrivet 1885. Pjäsen hade de alternativa titlarna I familjen och Gamle lagman och manuskriptet finns bevarat i Kungliga biblioteket i Stockholm.

### Fotnoter
1. ↑  ”Anne Charlotte Lefflers papper”. Arken. Kungliga Biblioteket. Arkiverad från originalet den 4 juli 2019. https://web.archive.org/web/20190704203143/https://arken.kb.se/SE-S-HS-L4. Läst 29 november 2012.